# Janusz Konefał
Janusz Konefał (ur. 5 kwietnia 1951 w Siechnicach) – polski gitarzysta jazzowy, kompozytor, aranżer, pedagog.

## Życiorys
Absolwent Technikum Energetycznego we Wrocławiu. Karierę muzyczną rozpoczynał w tamtejszych grupach młodzieżowych: Młokosy (na perkusji grał Ryszard Sroka), Modern Beat i HEY. W latach 1974–1977 lider i gitarzysta jazz-rockowej formacji Muzyczna Spółka Akcyjna 1111 (w skrócie MSA 1111 lub MSA Grupa 1111) z którą w 1975 roku zajął I miejsce podczas III Młodzieżowego Festiwalu Muzycznego w Katowicach, zaś w roku 1977 II miejsce w konkursie XIV Jazzu nad Odrą. 25 listopada 2016 roku nakładem GAD Records ukazał się album zatytułowany Autoportret X, zawierający nagrania radiowe (1-4 z 1975; 5-7 z 1977) i koncertowe (8-9 z festiwalu Jazz nad Odrą, 20 marca 1977) z okresu istnienia zespołu, a także jedną kompozycję nagraną przez muzyków grupy MSA 1111 w 2015 roku (10). W późniejszych latach gitarzysta przez wiele lat współpracował ze studiem nagraniowym Polskiego Radia Wrocław, zarejestrował muzykę do wielu spektakli teatralnych i współtworzył składy zespołów akompaniujących uczestnikom Przeglądu Piosenki Aktorskiej. Jako kierownik własnego zespołu muzycznego współpracował z wrocławskim Przedsiębiorstwem Imprez Artystycznych „Impart”, akompaniując gwiazdom polskiej estrady. W 1989 roku razem z saksofonistą Tadeuszem Golachowskim założył formację Jazz Duo, która ma na koncie dwa nagrane w 1995 roku albumy, a mianowicie Kolędy i Między sambą a jazzem. Działalność zespołu przerwał zgon Golachowskiego, który miał miejsce 16 września 2008 roku. Gitarzysta współtworzył również formacje Standard Trio i Convevka Band, a także składy czołowych orkiestr rozrywkowych i big bandów jazzowych. Koncertował w wielu krajach świata, wielokrotnie występował na krajowych i zagranicznych festiwalach oraz brał udział w audycjach radiowych i programach telewizyjnych. 
Przez wiele lat uczył gry na instrumencie na warsztatach gitarowych w ramach festiwalu Blues nad Bobrem w Bolesławcu, prowadził Warsztaty Artystyczne we Wrocławiu, a także w ramach Małej Akademii Jazzu. Obecnie uczy gry w klasie gitary we Wrocławskiej Szkole Jazzu i Muzyki Rozrywkowej. Jest autorem czterech podręczników do nauki gry na gitarze. W latach 2001–2019 współpracował z Tercetem Egzotycznym.
W grudniu 2010 roku został uhonorowany Srebrnym Krzyżem Zasługi przyznanym przez Prezydenta Rzeczypospolitej Polskiej. 
Obecnie współpracuje z Marzeną Słowik i Tomaszem Wilczyńskim.
Endorser firmy Yamaha.